# Антонидовка
Антонидовка — упразднённая деревня в Муромцевском районе Омской области России. Входит в состав Моховского сельсовета. Исключена из учётных данных в 1976 г.

## География
Располагалась в 5 км (по прямой) к юго-востоку от деревни Захаровка.

## История
Основана в 1909 году. В 1928 году посёлок Антонидовский состоял из 41 хозяйства. В административном отношении входил в состав Мохово-Привальского сельсовета Большереченского района Тарского округа Сибирского края. Решением Муромцевского райисполкома от 16.02.1976 года № 36 деревня Антонидовка была исключена из учётных данных района.

## Население
По результат переписи 1926 г. в поселке проживало 212 человек (104 мужчины и 108 женщин), основное население — белоруссы.